# Windykajmy
Windykajmy (deutsch Windtkeim) ist ein Ort in der polnischen Woiwodschaft Ermland-Masuren. Er gehört zur Gmina Kętrzyn (Landgemeinde Rastenburg) im Powiat Kętrzyński (Kreis Rastenburg).

## Geographische Lage
Windykajmy liegt in der nördlichen Mitte der Woiwodschaft Ermland-Masuren, vier Kilometer südlich der Stadt Kętrzyn (deutsch Rastenburg).

## Geschichte
Bereits vor 1444 wurde das vor 1784 Windckeim, nach 1784 Windkeim genannte Gut gegründet. 1785 wurde es als „adlig Gut“ mit sieben Feuerstellen, 1820 mit vier Feuerstellen bei 37 Einwohnern erwähnt.
Im Jahre 1874 wurde der Gutsbezirk Windtkeim in den neu errichteten Amtsbezirk Domäne Rastenburg im ostpreußischen Kreis Rastenburg eingegliedert.
Im Jahre 1885 zählte Windtkeim 76 Einwohner, im Jahre 1910 waren es 67. Ein Jahr später wurde der Amtsbezirk Domäne Rastenburg in „Amtsbezirk Neuendorf“ umbenannt.
Am 30. September 1928 gab der Gutsbezirk Windtkeim seine Eigenständigkeit auf und schloss sich mit der Landgemeinde Prangenau (polnisch Pręgowo) und Teilen der Gutsbezirke Muhlack (Muławki) und Wolka (1938 bis 1945 Spittel, polnisch Wólka) zur neuen Landgemeinde Prangenau zusammen.
1945 wurde das gesamte südliche Ostpreußen in Kriegsfolge an Polen abgetreten. In diesem Zusammenhang erhielt Windtkeim die polnische Namensform „Windykajmy“ und ist heute eine Ortschaft im Verbund der Landgemeinde Kętrzyn (Rastenburg) im Powiat Kętrzyński (Kreis Rastenburg), von 1975 bis 1998 der Woiwodschaft Olsztyn, seither der Woiwodschaft Ermland-Masuren zugehörig.

## Kirche
Bis 1945 war Windtkeim in die evangelische Pfarrkirche Rastenburg in der Kirchenprovinz Ostpreußen der Kirche der Altpreußischen Union, außerdem in die römisch-katholische Kirche St. Katharina Rastenburg im Bistum Ermland eingepfarrt.
Heute gehört Windykajmy katholischerseits zur Pfarrei Nakomiady (Eichmedien) im Erzbistum Ermland, evangelischerseits zur Johanneskirche Kętrzyn in der Diözese Masuren der Evangelisch-Augsburgischen Kirche in Polen.

## Verkehr
Windykajmy liegt an einer Nebenstraße, die Brzeźnica (Birkenwerder) mit Wólka (Wolka, 1938 bis 1945 Spittel) verbindet. Eine Anbindung an den Bahnverkehr besteht nicht.